# 鈴鹿郵便局
鈴鹿郵便局（すずかゆうびんきょく）は三重県鈴鹿市にある郵便局。民営化前の分類では集配普通郵便局であった。

## 概要
住所：〒513-8799 三重県鈴鹿市西条4-96

## 沿革
- 1872年5月28日（明治5年4月2日） - 神戸（かんべ）郵便取扱所として開設[1]。
- 1875年（明治8年）1月1日 - 神戸郵便局（五等）となる。
- 1882年（明治15年）7月16日 - 為替・貯金取扱を開始。
- 1890年（明治23年）12月1日 - 神戸郵便電信局となる。
- 1903年（明治36年）4月1日 - 通信官署官制の施行に伴い神戸郵便局となる。
- 19xx年 - 伊勢神戸郵便局に改称。
- 1950年（昭和25年）11月16日 - 電気通信業務の取扱を、新設の伊勢神戸電報電話局に移管[2]。
- 1953年（昭和28年）8月1日 - 特定郵便局から普通郵便局に局種別改定するとともに、鈴鹿郵便局に改称[3][4]。
- 1953年（昭和28年）10月1日 - 鈴鹿高塚簡易郵便局の廃止に伴い、取扱事務を承継。
- 1956年（昭和31年）9月21日 - 電話通話および和文電報受付事務の取扱を開始。
- 1975年（昭和50年）3月31日 - 鈴鹿市神戸十日市場町から、同市西條町字高畑に局舎を新築、移転。
- 1998年（平成10年）8月24日 - 小山田郵便局から集配業務の一部を移管[5]。
- 1998年（平成10年）9月1日 - 外国通貨の両替および旅行小切手の売買に関する業務取扱を開始。
- 2006年（平成18年）10月1日 - 鈴峰郵便局から「519-03xx」区域の集配業務を移管[6]。
- 2007年（平成19年）10月1日 - 民営化に伴い、併設された郵便事業鈴鹿支店に一部業務を移管。
- 2012年（平成24年）10月1日 - 日本郵便株式会社発足に伴い、郵便事業鈴鹿支店を鈴鹿郵便局に統合。

## 取扱内容
- 郵便、印紙、ゆうパック、内容証明
- 貯金、為替、振替、振込、国際送金、外貨両替・トラベラーズチェック、国債、投資信託
- 生命保険、バイク自賠責保険、自動車保険、がん保険、引受条件緩和型医療保険、変額年金保険
- ゆうちょ銀行ATM
- 「513-00xx」「513-08xx」「513-11xx」「519-03xx」（鈴鹿市北部地域）の集配業務
※なお鈴鹿市のその他の地域では、南部地域（510-02xx）は白子郵便局（鈴鹿市白子町）、西庄内町（519-0271）・東庄内町（519-0272）は亀山郵便局（亀山市東御幸町実泥）の管轄となっている。
- ゆうゆう窓口

## 周辺
- 鈴鹿市文化会館
- 鈴鹿市労働福祉会館
- 鈴鹿市立図書館
- 神戸城跡
- 三重県立神戸高等学校

## アクセス
- 近鉄鈴鹿線 鈴鹿市駅から南西へ約1.2km（徒歩約14分）、伊勢鉄道伊勢線 鈴鹿駅から西へ約1.8km（徒歩約21分）
- 三重交通バス 鈴鹿郵便局停留所下車
- 東名阪自動車道 鈴鹿ICから南東へ約12km
- 駐車場あり：15台